# هانس شوستر
هانس شوستر (بالسويدية: Hans Schuster)‏ هو عداء مراثوني سويدي، ولد في 7 ديسمبر 1888 في إوسترسوند في السويد، وتوفي في 10 يونيو 1970.

## وصلات خارجية
- هانس شوستر على موقع أوليمبيديا (الإنجليزية)
- هانس شوستر على موقع اللجنة الأولمبية السويدية (السويدية)